# 4268 Гребеников
4268 Гребеников (4268 Grebenikov) — астероїд головного поясу, відкритий 5 жовтня 1972 року.
Тіссеранів параметр щодо Юпітера — 3,343.
Названий на честь радянського астронома Євгена Гребеникова.